# Alfons Planas i Jubany
Alfons Planas i Jubany (Montseny, 1949) és un empresari agricola i hostaler que és alcalde de Montseny des del 1983.
Es presentà a les eleccions municipals del 1979 que guanyà el seu oncle Josep Jubany i Deumal, i en el mandat d'aquest va ser regidor i tinent d'alcalde. El 1983 encapçalà la llista de l'agrupació independent Acció Municipal Democràtica, i al maig del mateix any fou nomenat alcalde. Ha revalidat el càrrec en tots els processos electorals posteriors, del 2003 en endavant en coalició amb "Progrés Municipal", una associació vinculada al PSC. L'obra de govern dels seus set mandats (per ara, 2008) ha donat com a fruits la relització del camp d'esports, la depuradora, l'establiment d'una estació de servei i l'ampliació de la plaça del poble.
És membre de diverses associacions professionals i vicepresident de l'ADF "Montseny-Mitjorn". En l'actualitat (2008) compagina la feina d'empresari agrícola i forestal (finca Can Besa), amb l'establiment de restauració i hostaleria que té en el poble de Montseny.